# Kranji (metrostation)
Kranji is een metrostation van de metro van Singapore aan de North South Line.
- Library of Congress Control Number: n2001051809
- Nationale Bibliotheek van Israël: 987007496491605171
- Virtual International Authority File: 143257037